# Iberus marmoratus
Iberus marmoratus es una especie de gasterópodo terrestre endémico de la península ibérica perteneciente a la familia Helicidae, los típicos caracoles.

## Taxonomía
Según Fauna Europaea, esta especie contiene siete subespecies:
- Iberus marmoratus alcarazanus
- Iberus marmoratus cobosi
- Iberus marmoratus guiraoanus
- Iberus marmoratus loxanus
- Iberus marmoratus marmoratus
- Iberus marmoratus rositai